# Парність перестановки

Перестановка 4 елементів
Непарні — зелені та оранжеві. Числа справа — кількість інверсій.

Парність перестановки скінченної множини — це парність кількості інверсії цієї множини.
Множина перестановок розбивається на рівні підмножини: парних і непарних перестановок.

## Транспозиції та інверсії
Відомо, що довільну перестановку можна утворити через послідовність транспозицій(обмінів) пар елементів.
І парність кількості транспозицій буде дорівнювати парності інверсій.

### Доведення
1. Транспозиція двох сусідніх елементів змінює кількість інверсій на {\displaystyle \pm 1.}
2. Транспозиція двох довільних елементів зводиться до непарного числа транспозицій сусідніх елементів.
3. Транспозиція — змінює кількість інверсій на непарне число.
4. Оскільки тотожна перестановка має 0 транспозицій та 0 інверсій, то парність кількості транспозицій дорівнює парності кількості інверсій.

## Підгрупа парних перестановок
- Тотожне перетворення є парною перестановкою.
- Добуток парних перестановок є парною перестановкою.
- Обернена перестановка до парної перестановки є парною.

Отже парні перестановки утворюють групу (називається знакозмінною групою), що є підгрупою симетричної групи (групи всіх перестановок множини).